# Verzorging van Fabeldieren
Verzorging van Fabeldieren (Engels: Care of Magical Creatures) is een schoolvak op Zweinstein in de Harry Potter-boeken van J.K. Rowling.

## Docenten
Waarschijnlijk was Zalazar Zwadderich, een van de vier oprichters van toverschool Zweinstein en tevens een kenner van de basilisk, de eerste docent van het vak Verzorging van Fabeldieren. Tot aan het derde boek Harry Potter en de Gevangene van Azkaban is professor Silvanus Staartjes degene die dit vak geeft, maar hij gaat in dat schooljaar met pensioen en Rubeus Hagrid neemt zijn lessen over. Professor Wilhelmina Varicosus neemt de lessen waar als Hagrid afwezig is.

## Beschrijving
De leerlingen krijgen het vak vanaf het derde schooljaar. Het vak wordt in de buitenlucht gegeven, behalve bij heel slecht weer. Zowel het Verboden Bos als het pompoenveld bij Hagrids woning zijn in gebruik als leslocaties.
Het lesboek waaruit wordt gewerkt is het Monsterlijke Monsterboek, een agressief boek dat iedereen probeert te bijten. Men kan een Monsterboek tot rust brengen door het te aaien. Ook wordt gebruik gemaakt van het boek Fabeldieren en Waar Ze Te Vinden maar Hagrid heeft een kennelijke voorkeur voor het Monsterboek.
Het examen bestaat uit enkele opdrachten, zoals het herkennen van een knarl en het uitkiezen van het juiste voedsel voor een zieke eenhoorn.
Harry, Ron en Hermelien hebben het vak alle drie gekozen. Ze krijgen de lessen samen met de leerlingen van Zwadderich, wat tot grote frustraties leidt bij onder anderen Harry en Draco Malfidus.

## Behandelde Fabeldieren

### Harry Potter en de Gevangene van Azkaban
De eerste fabeldieren die worden behandeld zijn Hippogriefen. Hippogriefen zijn trotse beesten, die je alleen moet naderen als je "toestemming" hebt gekregen. Dit krijg je door te buigen en oogcontact te houden. Buigt de hippogrief terug, dan heb je toestemming om hem te naderen of aan te raken. Harry doet dit eerst als voorbeeld voor de klas bij Scheurbek. Daarna mag hij als beloning een rondje op hem rijden. In de rest van de les wordt de klas in groepjes verdeeld, om zelf te oefenen. Draco beledigt Scheurbek, en daardoor valt Scheurbek hem aan.
Door dit ongeluk verliest Hagrid de moed om andere fabeldieren te behandelen die enigszins gevaarlijk zijn, en daarom behandelen ze een groot deel van het jaar Flubberwurmen.

### Harry Potter en de Vuurbeker
Het grootste deel van het vierde jaar worden Schroeistaartige Skreeften behandeld. Dit zijn agressieve beesten die giftige angels hebben, en uit hun staart vuur kunnen laten komen. De leerlingen moeten ze voeren, uitlaten en kijken of ze een winterslaap houden.
Als bekend wordt dat Hagrid een halfreus is, is hij zo van slag dat hij even geen les kan geven. In die tijd neemt Wilhelmina Varicosus de lessen over. Ze behandelt het onderwerp Eenhoorns.
Als Hagrid weer lesgeeft, geeft hij ook nog een les over Delfstoffers. Dit zijn beesten die gek zijn op glinsterende voorwerpen, en de leerlingen moeten munten kaboutergoud opgraven met behulp van de delfstoffers.

### Harry Potter en de Orde van de Feniks
In het vijfde boek is Hagrid een groot deel van het jaar afwezig om op zoek te gaan naar reuzen. De lessen worden dan weer overgenomen door Wilhelmina Varicosus. Zij behandelt onder andere Boomtrullen.
Als Hagrid weer terug is, behandelt hij als eerste Terzielers. Dit zijn wezens die alleen zichtbaar zijn voor mensen die iemand hebben zien sterven. Verder behandelt hij ook nog Crups.

### Harry Potter en de Halfbloed Prins
In het zesde boek moeten studenten kiezen welke vakken ze willen behouden, en welke ze laten vallen. Iedereen die in Harry's jaar zit laat Verzorging voor Fabeldieren vallen, zelfs Harry, Ron en Hermelien. Hagrid wordt daardoor een tijdje heel boos op Harry, Ron en Hermelien.